# Сражение за Сьюдад-Викторию (1913)
Сражение за Сьюдад-Викторию (исп. Batalla de Ciudad Victoria) — бои 16 — 18 ноября 1913 года между правительственными силами губернатора штата Тамаулипас Антонио Рабаго, лояльного президенту Викториано Уэрте, и войсками конституционалистов генерала Пабло Гонсалеса, произошедшие во время Мексиканской революции.
Не добившись победы под Монтерреем, командующий Северо-восточным корпусом констуционалистов Пабло Гонсалес стал оттягивать свои войска на юг, в штат Тамаулипас, где было меньше федеральных сил. Получив поддержку от хорошо оснащенных войск из Матамороса, а также войск Луиса Кабальеро, местного лидера конституционалистов, он решил взять Сьюдад-Виктория, который связывал Нуэво-Леон с Тампико. Войска конституционалистов насчитывали 5 — 6 тысяч и превосходили по численности и вооружению своего противника. В Сьюдад-Виктории у федеральных войск было около 800 солдат под командованием генералов Арсаменди и Хигино Агилара, но благодаря умелой агитации губернатора генерала Антонио Рабаго к ним присоединилось несколько сотен жителей города.
6 — 7 ноября колонны конституционалистов С. Кастро и Х. Кастро захватили севернее города станции Ла-Крус и Санта-Энграсия, откуда выдвинулись к станции Кабальеро и выбили оттуда бригады федералов, отошедшие к Молино-де-Теран на главной оборонительной позиции. В то же время другая колонна, не встретив сопротивления, обходным маневром продвинулась и перерезала 14 ноября у Гуэмеса дорогу на Тампико. Таким образом, столица Тамаулипаса была окружена с севера и востока.
В 6:30 утра 16 ноября генерал Антонио Вильярреаль лобовой атакой на укрепленную асьенду Лас-Вирхенес, расположенную северо-восточнее города, начал сражение за Викторию. После нескольких часов боя конституционалисты выбили федералов с их позиций и заставили из отойти на окраину города, к кладбищу.
На другом конце федеральной линии, расположенной в Молино-де-Теран, бои начались в 8:30 утра и продолжались с большой интенсивностью до полудня, причем некоторые жители города, сторонники конституционалистов, стали обстреливать федералов с тыла.
Со стороны равнины Лома-дель-Муэрто, южнее города, каррансисты энергично атаковали позиции федералов на холме Святилище Гваделупе, где находился сам генерал Арсаменди с артиллерией. Таким образом, почти по всему периметру города, во многих местах подожженного огнем атакующих, в течение 16 ноября шли постоянные бои, продолжавшиеся до 19 часов.
На следующий день, 17-го, бои возобновились. К полудню из-за нехватки боеприпасов и массированной атаки, в которой конституционалисты использовали пулеметы, генерал Агилар отошел и сосредоточил свои войсками на железнодорожном вокзале. С наступлением темноты федералы, расположенные на восточном фланге, также должны были покинуть холмы Рамирес и кладбище, и отошли по направлению к центру города.
Генерал Арсаменди по приказу губернатора покинул Святилище Гваделупе, переправив артиллерийские орудия, «перетащенные вручную», вниз по холму и через реку Сан-Маркос.
Ночью 18-го, когда стало понятно, что федеральные войска исчерпали все свои силы и возможности, губернатор Антонио Рабаго приказал отступать на юго-запад, по дороге в направлении асьенды Таматан. Эвакуация происходила в условиях хаоса. С большим трудом масса войск и около двух тысяч мирных жителей пробралась по узкой горной дороге в Тулу, опасаясь преследования каррансистов, куда добрались 22 ноября.
23 ноября к Сьюдад-Виктории с севера подошел федеральный поезд для помощи осажденному городу, о котором не было никаких новостей, так как была перерезана телеграфная линия. Но было слишком поздно. Тем не менее, открыв артиллерийский огонь прямо с платформ и высадив с эшелона и развернув свои войска, федералы вступили в бой с конституционалистами, расположенными на станции Санта-Энграсия, но позже все же были вынуждены отступить в Монтеррей.
Взятие Сьюдад-Виктории стало первым военным триумфом армии конституционалистов под командованием генерала Пабло Гонсалеса. После взятия Виктории Гонсалес двинулся на Тампико, но был отбит, и этот важный атлантический порт оставался еще несколько месяцев в руках уэртистов. Несмотря на это, Гонсалес постепенно занял Монтеррей, Тампико, Нуэво-Ларедо и весь северо-восток страны.